# Арістотелізм

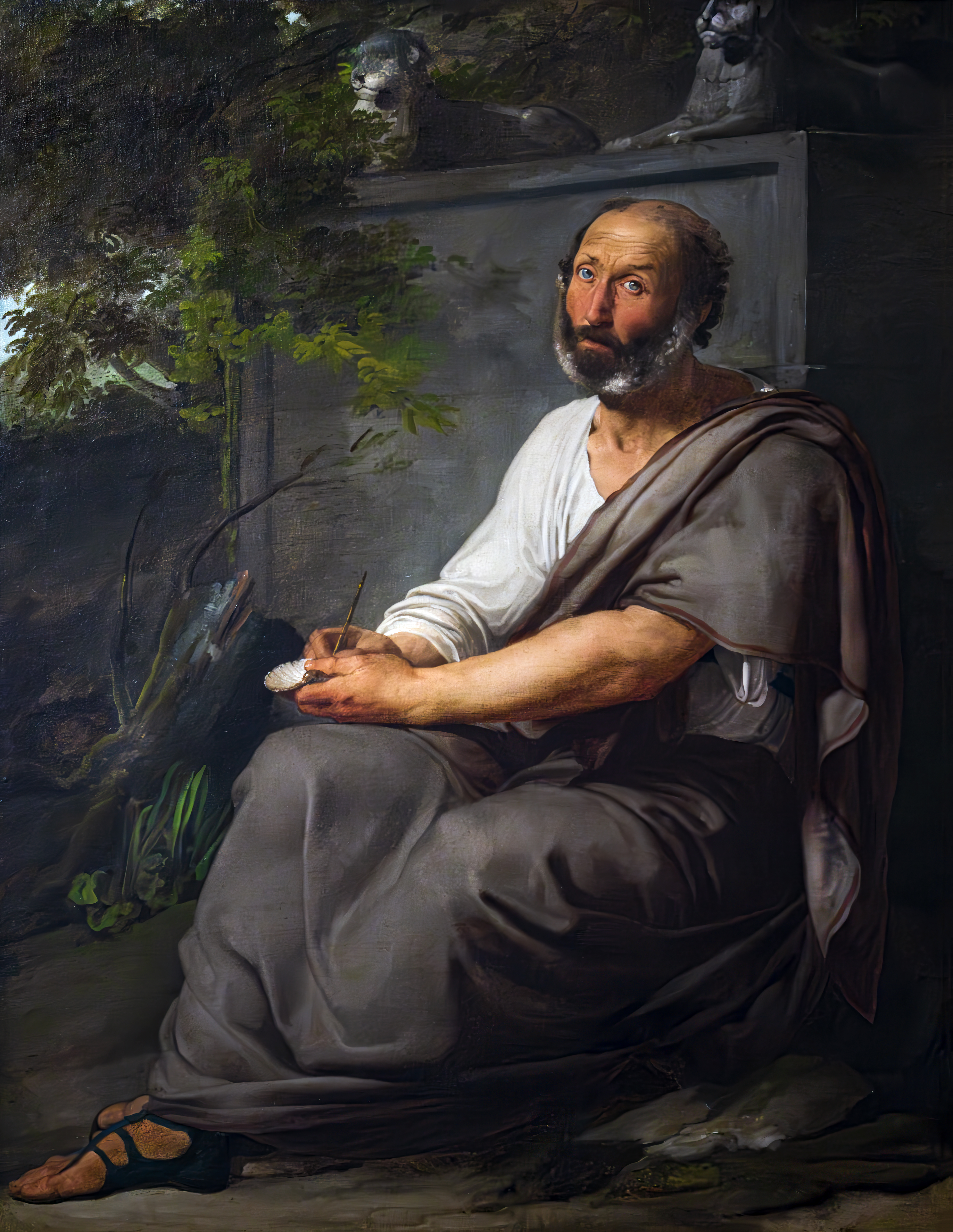
Арістотель, картина Франческо Гаєза

Арістотелізм — система мислення, яка загалом дотримується принципів та вчення Арістотеля, особливо того, що стосується особистої та суспільної етики (а також і політики) і тлумачення властивих людині благ. Етичні принципи Арістотеля яскраво вираженні в одному з його відомих творів — «Нікомаховій етиці».
Арістотель розглядав філософію як подвійне заняття: практичне і теоретичне. Практична філософія охоплює етику і політику, а теоретична — логіку і фізику. Метафізика розглядається як наука про субстанції, яка має внутрішні притаманні їй принципи спокою і руху. Душею Арістотель вважав те, завдяки чому людина живе, відчуває і розуміє. Звідси душі приписуються принципи і здатності їстивні[що?], чуттєві та інтелектуальні. Далі, він розглядав душу двійною — раціональною і ірраціональною, в деяких людях піднімаючою почуття над розумом. Арістотель визначав мудрість як науку про першопричини. Чотирма головними розділами його філософії були діалектика, фізика, етика і метафізика. Бог визначався ним як Перший Рушій, найкраща серед істотностей, нерухома субстанція, віддалена від чуттєвих речей, позбавлена тілесних кількостей, неділима і не маюча частин. Платонізм базується на апріорному міркуванні, а арістотелізм — на апостеріорному розмірковуванні. Арістотель вчив свого учня, Александра Македонського, що, якщо він не зробив добре діло, день пропав для нього. Серед учнів Арістотеля були Теофраст, Стратон, Лікон, Арістон, Крітолай і Діодор.

## Арістотелізм в Україні
Перша згадка про Арістотеля в Київській Русі трапляється у «Посланні пресвитерові Фомі» Клима Смолятича. Окремі ідеї переповідаються в «Молінні Данила Заточеника», в «Ізборнику Святослава» та ін. творах. Давньокиївські вчені вивчали логіку за «Джерелом знань» Йоанна Дамаскіна, де викладалося арістотелеве вчення про поняття.
Увага до вчення Арістотеля на українських землях з'являється в другій половині XV ст., староукраїнською мовою перекладено медичну енциклопедію «Арістотелеві врата», поширюються переклади і компіляції з арабо-єврейських філософських творів Мойсея Маймоніда («Логічний словник», виклад формальної логіки Арістотеля) і Аль-Газалі («Логіка Авіасафа»), «Космографії» Іоанна де Сакробоско. Українські читачі XV—XVI ст. могли познайомитися з майже повним змістом «Органону» Арістотеля, зокрема теорією силогізмів. Вплив арістотелівських ідей значно посилився в XVI—XVII ст. внаслідок переорієнтації української культури на Західну Європу. До етичних і політичних аспектів зверталися діячі братського руху. Вчення викладалося у братських школах, Острозькій колегії, Києво-Могилянській академії та ін. навчальних закладах України. В основі філософських курсів Києво-Могилянської академії, зразком для яких були курси західноєвропейських університетів, лежав переважно схоластизований арістотелізм («Підручник логіки» Й. Кононовича–Горбацького, «Нарис усієї філософії» Інокентія Ґізеля). Своєї вершини арістотелізм у Києво-Могилянській академії досягає наприкінці XVII ст., особливо в працях Йоасафа Кроковського і Стефана Яворського, та першій половині XVIII ст. (Ф. Прокопович, М. Козачинський, Г. Кониський та ін.).

## Сучасний арістотелізм
Найвідомішим сучасним арістотелійським філософом є Аласдер Макінтайр (англ. Alasdair MacIntyre), особливо знаний за внесок у відродження етики чеснот у своїй книзі «Після Чесноти», Макентайр переглядає арістотелізм з аргументом, що найвищі земні блага, які є внутрішніми для людських істот, актуалізуються через участь у суспільних діях. Він протиставляє арістотелізм управлінським установам капіталізму і його положенню, а також суперницьким традиціям, що включають Давида Г'юма і Ніцше, які відкидають ідею благ і чеснот, властивих суто людині, узаконюючи замість того капіталізм. Отже, за Макінтайром, арістотелізм не є тотожним із західною філософією в цілому, а скоріш це нині[коли?] найкраща теорія, включаючи найкраще тлумачення, що робить цю теорію найкращою як і політично, так і соціально, і яка була окреслена як новий «революційний арістотелізм». Це можна протиставити загальноприйнятішим, більш аполітичним і дієво консервативним використанням Арістотеля, скажімо, Гадамером і Макдовеллом.